# Corey Burton
Corey Burton (født 3. august 1955 i Los Angeles, USA) er en amerikansk tegnefilmsdubber. Han har lagt stemme til utallige tegnefilm og playstation spil. Blandet andet både Disney, Star Wars, DC, Crash Bandicoot-spillene og mange andre ting.